# Khatouat
Der Khatouat war ein arabisches Längenmaß. 
- 1 Khatouat = 1 Fuß (europäischer geometrischer) = 0,4666 Meter
- 1 Khatouat = 5 Akdams/Fuß (arabischer)
- 12000 Khatouats = 1 Parasange/Meile (arabische) = 5,6 Kilometer